# 喙鳥屬
喙鸟（学名：Rhynchaeites），是一种已灭绝的鸟，生活于始新世的德国的梅塞爾坑。

## 外部链接

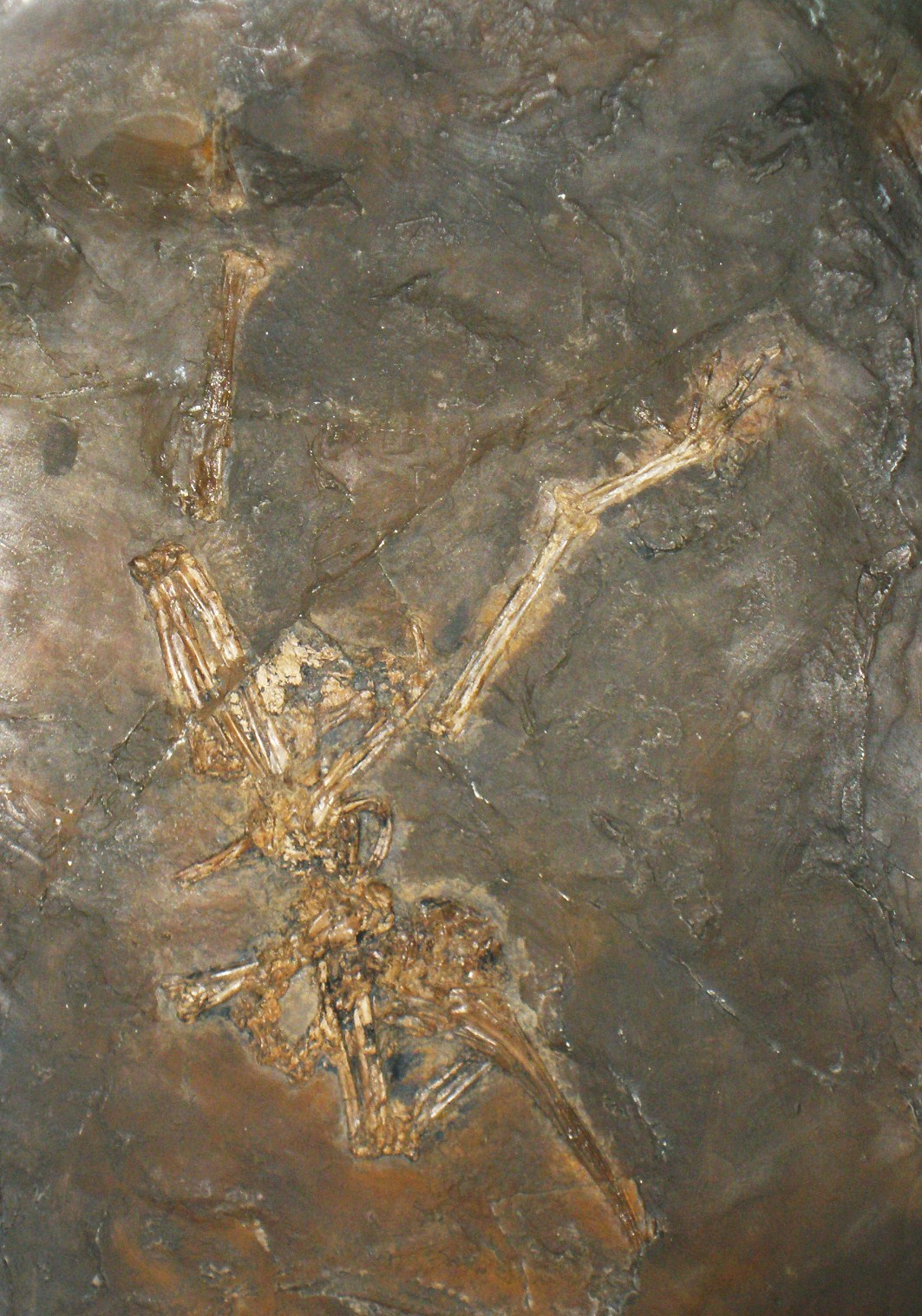
Rhynchaeites messelensis

## 分类
喙鸟被归类为鹈形目的䴉科